# Arató Andor
Arató Andor (Körösbökény, 1887. december 9. – Lugos, 1964. március 31.) romániai magyar lapszerkesztő, népművelő.

## Életútja
Nagyváradon 1907-ben tanítói oklevelet, a budapesti Zeneakadémián 1917-ben énektanári diplomát szerzett. Zimándközön tanító, majd Zsombolyán a szerb gimnázium ének- és zenetanára. 1926-tól Lugoson katolikus egyházi karnagy, az 1852-től ott működő Magyar Dal- és Zeneegylet vezetője.

## Munkássága
Írásai jelentek meg a Magyar Kisebbség és a Temesvári Hírlap hasábjain; a Krassó-Szörényi Lapok felelős szerkesztője 1928-tól a lap 1939-ben bekövetkezett megszűnéséig. A lap az Országos Magyar Párt (OMP) Jakabffy Elemér vezette haladó szárnyának volt szócsöve, a kulturális hagyományok megőrzésére ösztönzött, s élesen bírálta a politikai vezető körök gazdaság- és nemzetiségpolitikai felfogását. Arató Andor sokoldalú közművelődési tevékenységet fejtett ki, kórusokat, színielőadásokat, irodalmi esteket, hangversenyeket szervezett. Már az 1920-as évek végén a Korunk irodalmi estjeinek rendezője, az 1940-es években az Magyar Népi Szövetség (MNSZ) kulturális mozgalmában tevékenykedett.